# Feiras literárias como manifestação da cultura do interior de São Paulo
As feiras literárias no interior paulista são eventos culturais literários que ocorrem anualmente em suas cidades sedes com a colaboração, geralmente, do poder público como a Hortolendo, no município de Hortolândia e a Feira Nacional do Livro de Ribeirão Preto, contando esta última com a participação da iniciativa privada. Abertas ao público em geral, contam com a participação da comunidade, dos professores e alunos das escolas municipais, estaduais e particulares e de escritores locais e convidados.

## Definição
Uma feira de livros é um evento cultural em que o foco principal é a leitura, geralmente organizada por setores públicos em conjunto com a iniciativa privada, o que faz deste evento uma expressão cultural eventualmente associada à interesses comerciais. Nestas feiras é possível encontrar atividades culturais diversificadas, as quais não estão somente ligadas à leitura, mas também a outras manifestações culturais, como a música, a dança, as artes plásticas, o teatro e o cinema, entre outras. 

## Importância das Feiras
Um evento cultural voltado à leitura é de grande relevância para a formação pessoal e cultural da população. Segundo a superintendente da Fundação Feira do Livro, Viviane Mendonça, “incentivar a leitura, a escrita e consequentemente a formação de novos leitores e de novas ideias é fundamental para a construção da identidade de uma cidade”.  
A educadora Lisiene Danieli ressaltou que a Feira do Livro não é só comercial, mas é voltada para a convivência, à difusão da cultura, agregando valores de cidadania por estar em um espaço aberto, por ser gratuita, onde a cultura está ao alcance de todos. “As feiras de livros trazem para os cidadãos tudo o que é cultura. Além de livros existem os espetáculos diferenciados. É o despertar do prazer pela leitura de várias formas, não só pela obrigação da leitura”. 
Considerando que a Cultura “é a acção que o homem realiza quer sobre o seu meio quer sobre si mesmo, visando uma transformação para melhor”, as feiras ao promover a interação entre a comunidade com o ambiente literário, propicia aos visitantes e aos escritores a propagação do conhecimento e o estímulo à leitura, levando-os a desfrutarem dos benefícios advindos da leitura, dessa maneira, mais do que um evento, as feiras literárias são ambientes culturais diversificados, uma vez que possibilitam a integração entre a leitura e diversas formas de arte. 

## Feiras de livros no interior de São Paulo
A Hortolendo é uma festa literária realizada pela Prefeitura Municipal de Hortolândia que promove a literatura e a formação de público leitor, por meio de ações dinâmicas e criativas, fazendo o uso de outras artes: teatro e artes visuais. A feira é aberta ao público em geral, com entrada franca, e busca aproximar a criança, a família e a escola das artes e expor ao público tudo o que pode ser produzido quando se é estimulado. 
A Feira Nacional do Livro de Ribeirão Preto é a segunda maior feira de livro a céu aberto no Brasil, perdendo apenas para a feira realizada em Porto Alegre. A feira ocorre em diferentes locais da cidade, dentre eles o Theatro Pedro II, Parque Maurílio Biagi, Praças XV de Novembro e Carlos Gomes, Museu da Arte de Ribeirão Preto, Teatro de Arena e Teatro Municipal e com uma programação bem diversificada, que incluiu mostras de literárias, teatro, música, cinema e contação de histórias. 
Apesar de não ser considerada como uma feira, o Clube Literário de Rio Claro, de periodicidade quinzenal, com âmbito regional, reúne pessoas de diferentes idades e formação acadêmica, e que gostem de ler e escrever. Neste sentido, a partir da troca de experiências entre os escritores, se busca o novo e o diferente, valorizando a criatividade.  
No Brasil, apesar de se contar atualmente com mais de 200 feiras de livros, constata-se que este número ainda é pequeno, se considerar os 5.564 munícipios no país, segundo dados atualizados do IBGE, e a importância cultural das feiras literárias.